# Bahra
Bahra (arab. بحرة) – miasto w zachodniej Arabii Saudyjskiej, w prowincji Mekka. Według spisu ludności na rok 2010 liczyło 75 213 mieszkańców.